# Manuel Abreu
Manuel Abreu   (Fafe, 8 de gener de 1959 - Portugal, 10 de maig de 2022) va ser un futbolista francès-portuguès retirat que jugava de defensa. Va jugar pel Red Star, Poissy, Reims, Paris SG, AS Nancy, Sporting Braga, Quimper, Charleville i Saint-Maur Lusitanos. Va ser l'entrenador del Sénart-Moissy. Anteriorment havia entrenat el Reims i el Calais.